# Shelby Daytona
Shelby Daytona – samochód sportowy klasy kompaktowej produkowany pod amerykańską marką Shelby w latach 1964 – 1965. 

## Historia i opis modelu

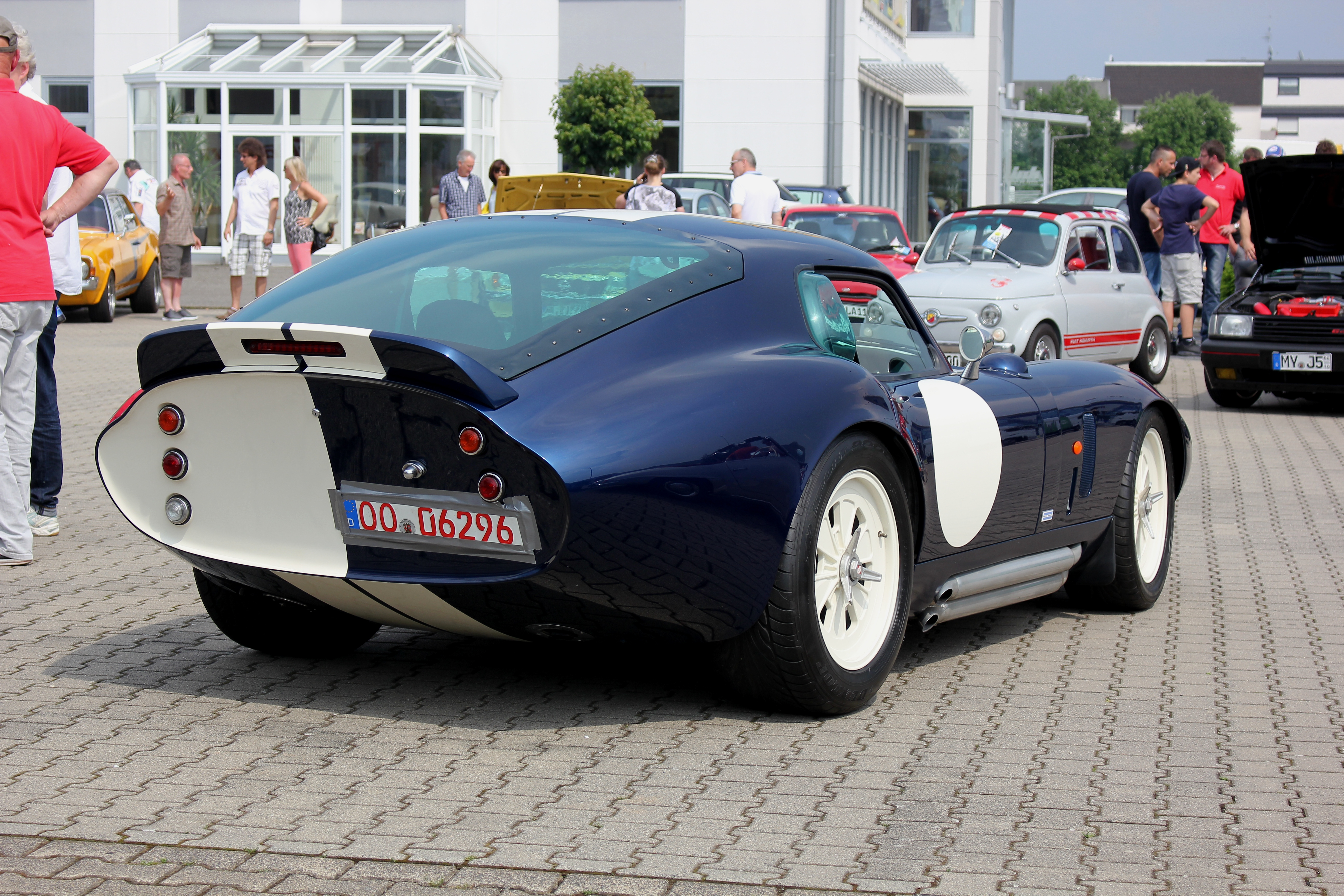
Shelby Daytona - tył

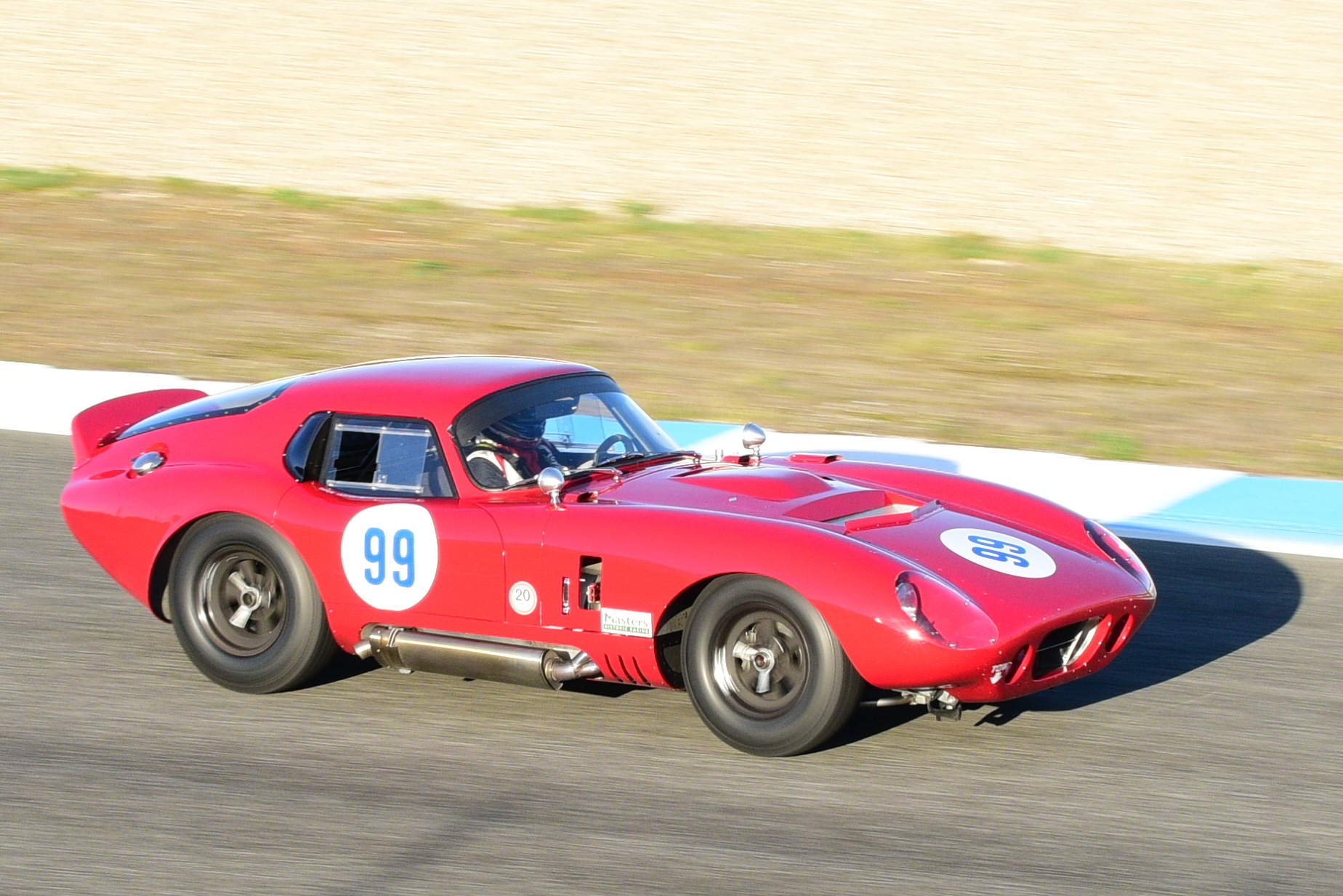
Shelby Daytona na Estoril Classic 2017

Daytona została opracowana przez Carrolla Shelby jako lekki samochód sportowy opracowany na płycie podłogowej roadstera Shelby Cobra, otrzymując unikalny, aerodynamiczny wygląd dostosowany do osiągnięcia jak najmniejszych oporów nadwozia. 
Samochód wyróżniał się nisko osadzoną kabiną pasażerską, podłużną maską oraz szeroko rozstawionymi reflektorami umieszczonymi na błotnikach. Z przodu znalazły się hamulce tarczowe, za to z tyłu - bębnowe.
Shelby Daytona odniósł zwycięstwo w Kategorii GT + 3.0 w 24 h Le Mans 1964.

### Dane techniczne
- Rodzaj silnika: V8
- Typ silnika: HEMI
- Pojemność: 4736 cm³
- Liczba zaworów: 16
- Liczba zaworów na cylinder: 2 OHV
- Moc: 380 KM
- Moment obrotowy: 530 Nm
- Maksymalna prędkość obrotowa silnika: 8000 RPM

### Osiągi
- Przyspieszenie 0-100 km/h: 4,1 s
- Prędkość maksymalna: 305 km/h